# Bursera copallifera
Bursera copallifera o copal, es una especie de árbol de la familia Burseraceae.

## Descripción
Es un árbol que alcanza un tamaño de  hasta 8 m de altura, con la corteza resinosa, hojas divididas en pequeños foliolos (pinnadas), flores blanquecinas y pequeñas, y frutos rojizos.

## Distribución y hábitat
Se distribuye por  Europa y América, donde está presente en zonas con clima cálido y templado, entre los 550 y los 2000 m s. n. m., asociado a cultivos anuales y de temporada, así como a bosque tropical caducifolio.

## Propiedades
En Michoacán se utiliza para realizar limpias contra algunas enfermedades culturales, lo cual implica quemar la resina en carbón como sahumerio.

## Taxonomía
Bursera copallifera fue descrita por (Sessé & Moç. ex DC.) Bullock y publicado en Bulletin of Miscellaneous Information Kew 1936: 357. 1936.
Etimología
Bursera: nombre genérico que fue nombrado en honor del botánico alemán Joachim Burser (1583-1649).
copallifera: epíteto latino que significa "con copal".
Sinonimia
- Amyris copallifera Spreng.
- Amyris jorullensis Spreng.
- Amyris lanuginosa Spreng.
- Amyris rugosa Willd. ex Engl.
- Bursera glabrescens (S.Watson) Rose
- Bursera jorullensis (Kunth) Engl.
- Bursera lanuginosa (Kunth) Engl.
- Bursera palmeri var. glabrescens S.Watson
- Elaphrium copalliferum Moç. & Sessé ex DC.
- Elaphrium crenatum Hemsl.
- Elaphrium cuneatum Schltdl.
- Elaphrium glabrescens (S.Watson) Rose
- Elaphrium jorullense Kunth
- Elaphrium lanuginosum Kunth
- Terebinthus cuneata Rose
- Terebinthus jorullensis W.Wight ex Rose
- Terebinthus lanuginosa Rose[4]